# Stellaria kotschyana
Stellaria kotschyana är en nejlikväxtart. Stellaria kotschyana ingår i släktet stjärnblommor, och familjen nejlikväxter.

## Underarter
Arten delas in i följande underarter:
- S. k. acrotonum
- S. k. afghanicum
- S. k. glabra
- S. k. kotschyana
- S. k. macrocladum
- S. k. pycnanthum